# Robert Florey
 Robert Florey   (n. 14 septembrie 1900, Paris, Île-de-France, Franța – d. 16 mai 1979, Santa Monica, California, SUA) a fost un regizor francezo-american, scenarist, jurnalist și actor de film.

## Filmografie
- That Model from Paris, 1926 (nemenționat)
- One Hour of Love, 1927
- The Romantic Age, 1927
- Face Value, 1927
- The Hole in the Wall, 1929
- The Cocoanuts, 1929
- The Battle of Paris, 1929
- The Road Is Fine (La Route est belle), 1930
- Love Songs (L'Amour chante), 1930
- El Profesor de mi Señora, 1930
- Rendezvous, 1930
- Black and White (Le Blanc et la noir) (co-regizor), 1931
- Murders in the Rue Morgue, 1932
- The Man Called Back, 1932
- Those We Love, 1932
- Girl Missing, 1933
- Ex-Lady, 1933
- The House on 56th Street, 1933
- Bedside, 1934
- Registered Nurse, 1934
- Smarty, 1934
- I Sell Anything, 1934
- I Am a Thief, 1934
- The Woman in Red, 1935
- The Florentine Dagger, 1935
- Go Into Your Dance (nemenționat), 1935
- Going Highbrow, 1935
- Don't Bet on Blondes, 1935
- Ship Cafe, 1935
- The Payoff, 1935
- The Preview Murder Mystery, 1936
- Till We Meet Again, 1936
- Hollywood Boulevard, 1936
- Outcast, 1937
- King of Gamblers, 1937
- Mountain Music, 1937
- This Way Please, 1937
- Daughter of Shanghai, 1937
- Dangerous to Know, 1938
- King of Alcatraz, 1938
- Disbarred, 1939
- Hotel Imperial, 1939
- The Magnificent Fraud, 1939
- Death of a Champion, 1939
- Parole Fixer, 1940
- Women Without Names, 1940
- The Face Behind the Mask, 1941
- Meet Boston Blackie, 1941
- Two in a Taxi, 1941
- Dangerously They Live, 1941
- Lady Gangster (billed as Florian Roberts), 1941
- Bomber's Moon (regizor secund), 1943
- The Desert Song, 1943
- Roger Touhy, Gangster, 1944
- Man from Frisco, 1944
- God Is My Co-Pilot, 1945
- Danger Signal, 1945
- San Antonio, 1945
- The Beast with Five Fingers, 1946
- Tarzan and the Mermaids, 1948
- Rogues' Regiment, 1948
- Outpost in Morocco, 1949
- The Crooked Way, 1949
- The Vicious Years, 1950
- Johnny One-Eye, 1950
- Adventures of Captain Fabian (nemenționat), 1951

### Scurtmetraje

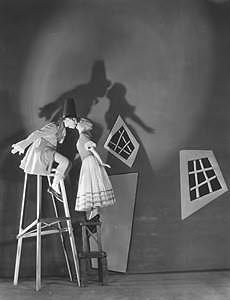
The Love of Zero, film experimental scurtmetraj din 1927 de Robert Florey

- The Love of Zero (scurtmetraj), 1927[11]
- Hello New York! (sau Bonjour New York) (scurtmetraj), 1928
- The Life and Death of 9413: a Hollywood Extra (scurtmetraj), 1928
- Skyscraper Symphony (scurtmetraj), 1929
- Fifty-Fifty (scurtmetraj), 1932
- "The Incredible Dr. Markesan" serie thriller, cu Boris Karloff, 1962